# Epimedium truncatum
Epimedium truncatum är en berberisväxtart som beskrevs av H.R. Liang. Epimedium truncatum ingår i släktet sockblommor, och familjen berberisväxter. Inga underarter finns listade i Catalogue of Life.